# Biserica de lemn din Creaca

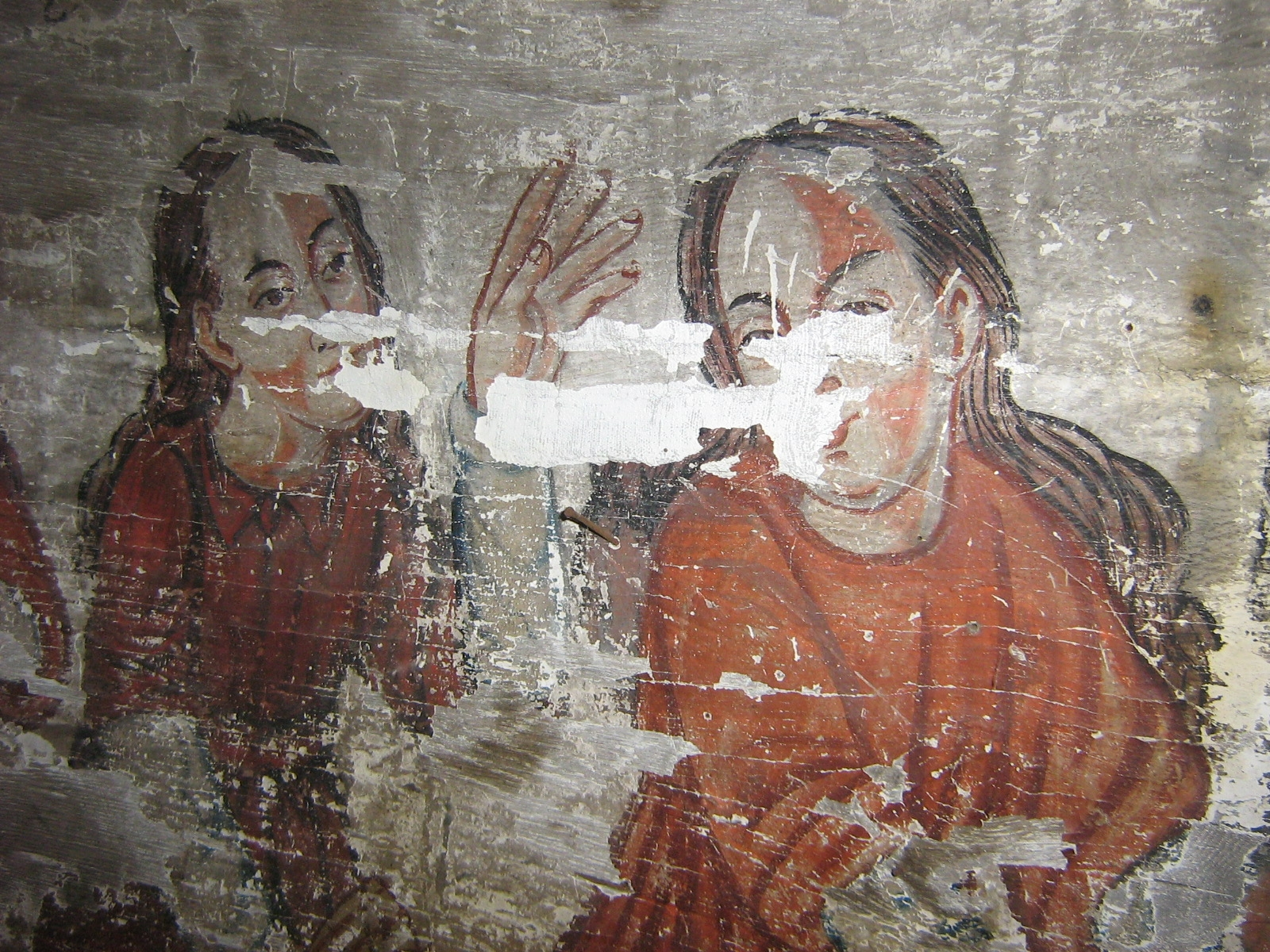
Scene de pictură murală interioară atribuite lui Ioan Pop din Românași la sfârșitul secolului 18 sau începutul celui următor.

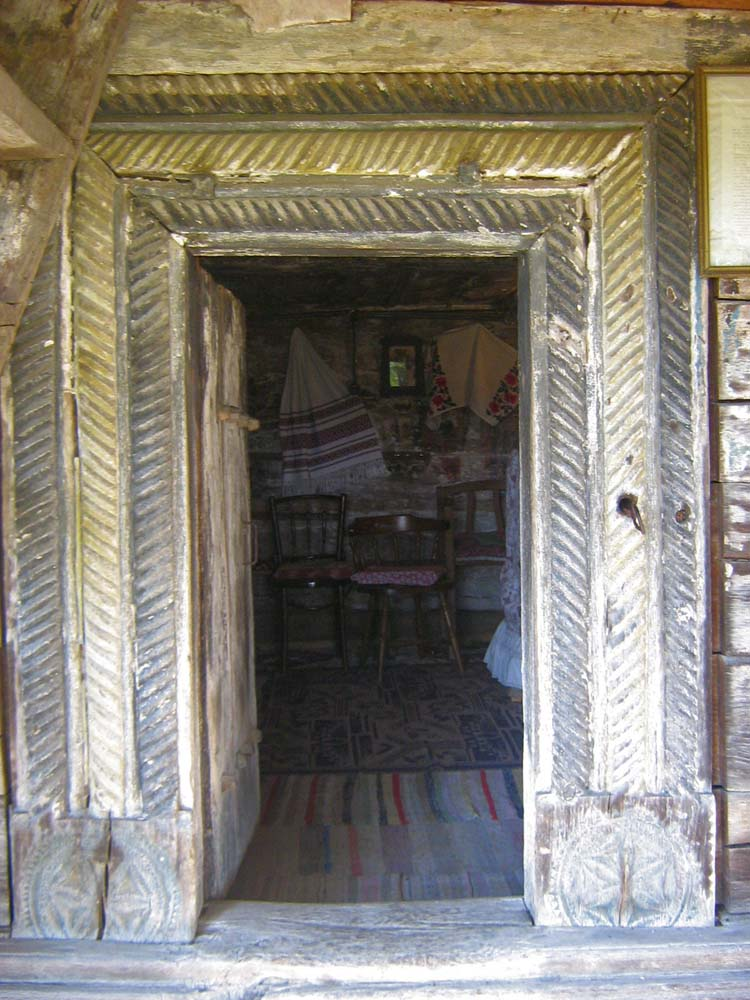
Portalul de la intrare

Biserica de lemn din Creaca se află în localitatea omonimă din județul Sălaj. Biserica a fost ridicată cel mai probabil în secolul 18. Pictura murală interioară este atribuită pictorului Ioan Pop din Românași. Biserica se află pe noua listă a monumentelor istorice sub codul LMI: SJ-II-m-A-05044.

## Istoric
Data ridicării bisericii de lemn din Creaca nu poate fi precizată în lipsa izvoarelor istorice clare, a unei inscripții sau a unei datări dendrocronologice. Conform tradiției, biserica ar fi fost mutată de două ori fiind adusă pe locul actual în urmă cu 400 de ani. Pe lista monumentelor istorice biserica este datată din 1710, fără să aflăm de unde provine această dată.
Structura bisericii are prispă pe latura de sud ce adăpostește pictura murală exterioară, ștearsă aproape în întregime. Prispa este bine legată cu butea bisericii și de aceea poate data monumentul în secolul 18, când prispa aproape că se generalizează în zona Sălajului. Cele două uși la altar nu pot fi atribuite numai secolului 17 deoarece această trăsătură s-a păstrat în mod particular în Sălaj până târziu, chiar până la începutul secolului 19.
Portița de lemn pe patru stâlpi de la intrarea în cimitir poate fi datată stilistic din aceeași perioadă cu biserica, ceea ce sugerează încă odată că biserica a fost complet refăcută odată cu amplasarea ei pe acest loc.
Episcopul Petru Aron notează în vizita sa la preotul Dănilă în Creaca în anul 1756 o „beserică bună dată, acoperită cu paie, potirul spart, pe fund lipit cu ceară, cărțile, odăjdile au fost în Brebi, că popa ține și acolo popor, s. Cuminecătură sau aflat întro raclă de scoarță de mestiacăn, s. Mir nu sau aflat.” În continuare episcopul surprinde o tradiție nemaiîntâlnită prin satele noastre, legată istoric de ciuma care a pătruns în anii 1738-1739 în Transilvania. „Dupe aceasta sau aflat basereca încinsă cu lumină de ceară, și întrebăndui pintru ce au făcut acestea, spusără că încă din vreme ciumii au fost făcut ca să nui lovască ciuma, și zice că cum au făcut nice nu iau lovit ciuma.”.
În 1776 biserica a fost vizitată de episcopul Grigore Maior, care constata că biserica de lemn era adecvată cultului și avea două clopote: „templum ligneum commodum, campanulae duae”.
Menționările scrise din a doua jumătate a secolului 18 trimit la o vechime a acelei biserici de lemn anterioară ciumei din 1738-1739. Dacă nu a fost reînoită după 1776, înainte de zugrăvire, atunci biserica de lemn de astăzi este aceeași cu cea vizitată în 1756 și 1776.
Pictura interioară este atribuită lui Ioan Pop din Românași, activ în zonă în ultimele decenii ale secolului 18 și primul deceniu al secolului 19.
Biserica a fost restaurată în 1972  și în jurul anului 1998.

## Imagini de arhivă

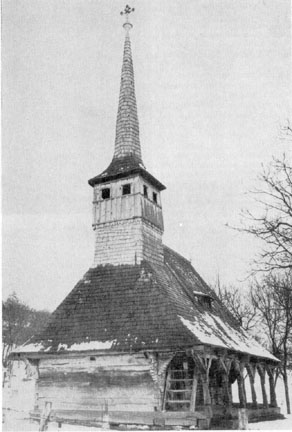
Biserica înainte de restaurarea din 1972

## Imagini

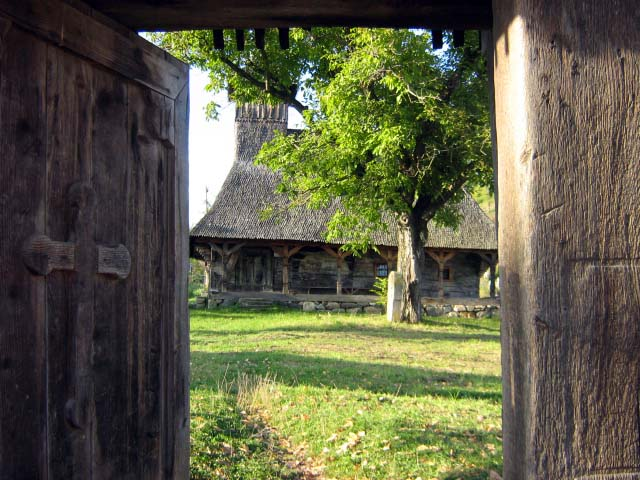
Din poartă, 2007
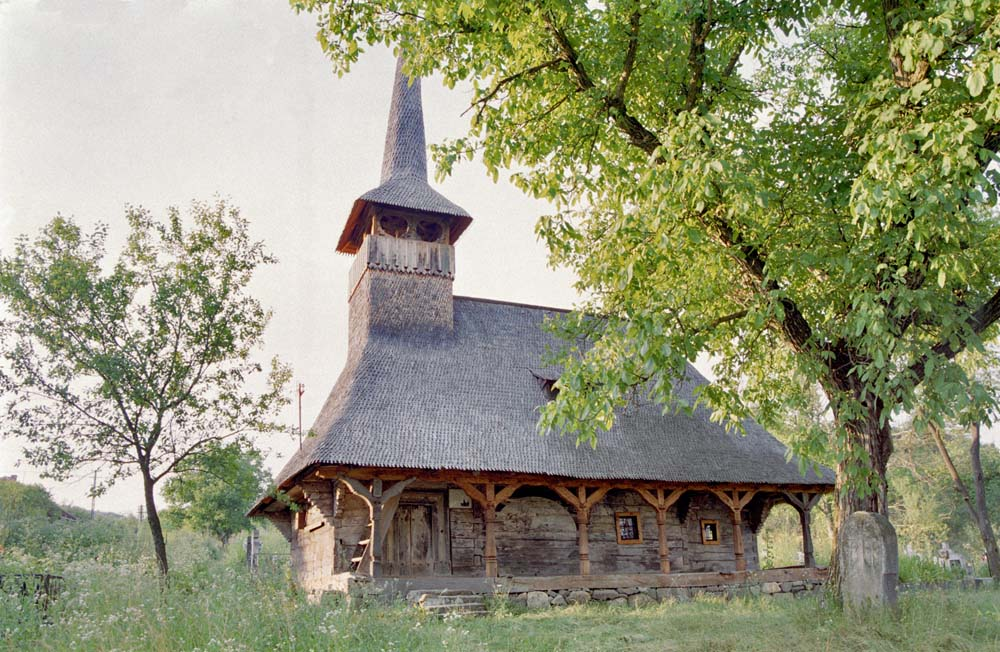
Fațada de sud, 2002
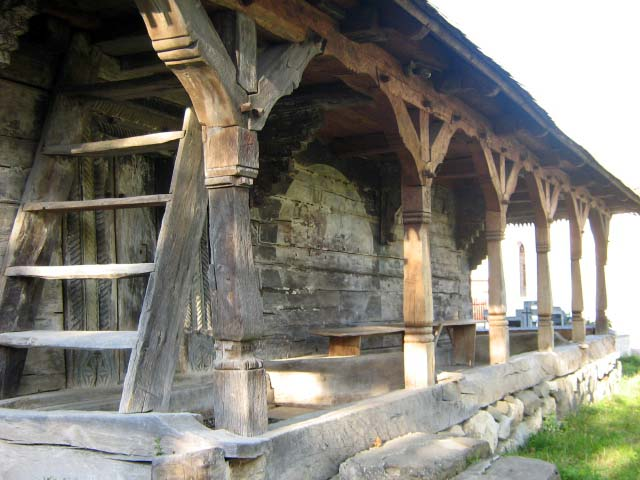
Pridvorul și peretele de sud cu urme de pictură exterioară, 2007
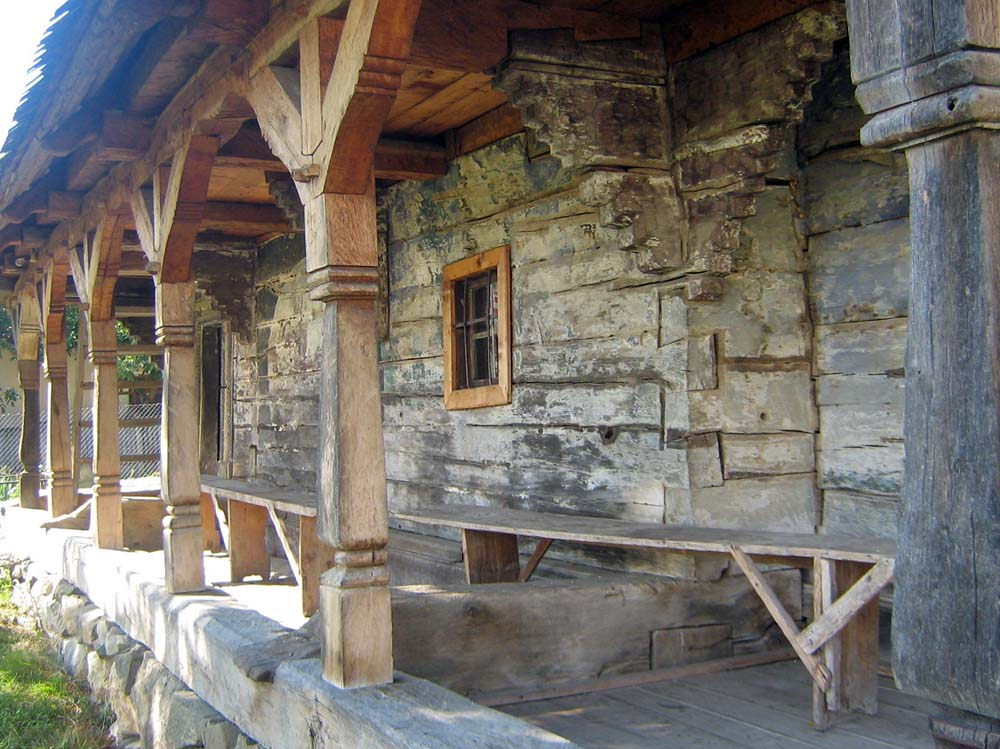
Târnațul (prispa), 2007
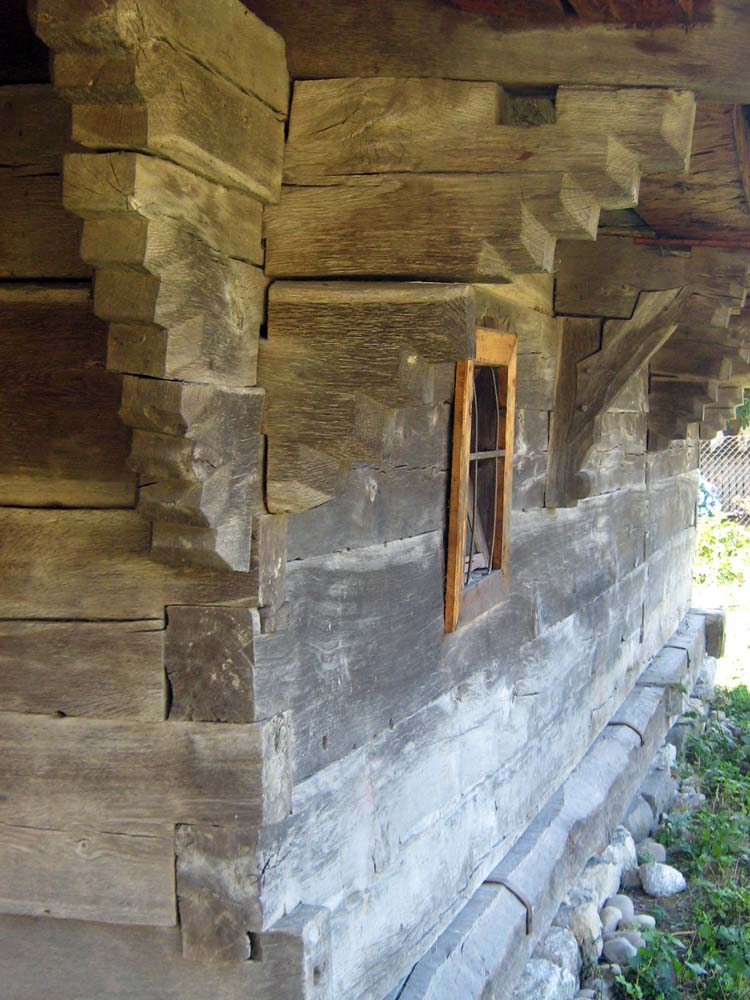
Peretele de nord, 2007
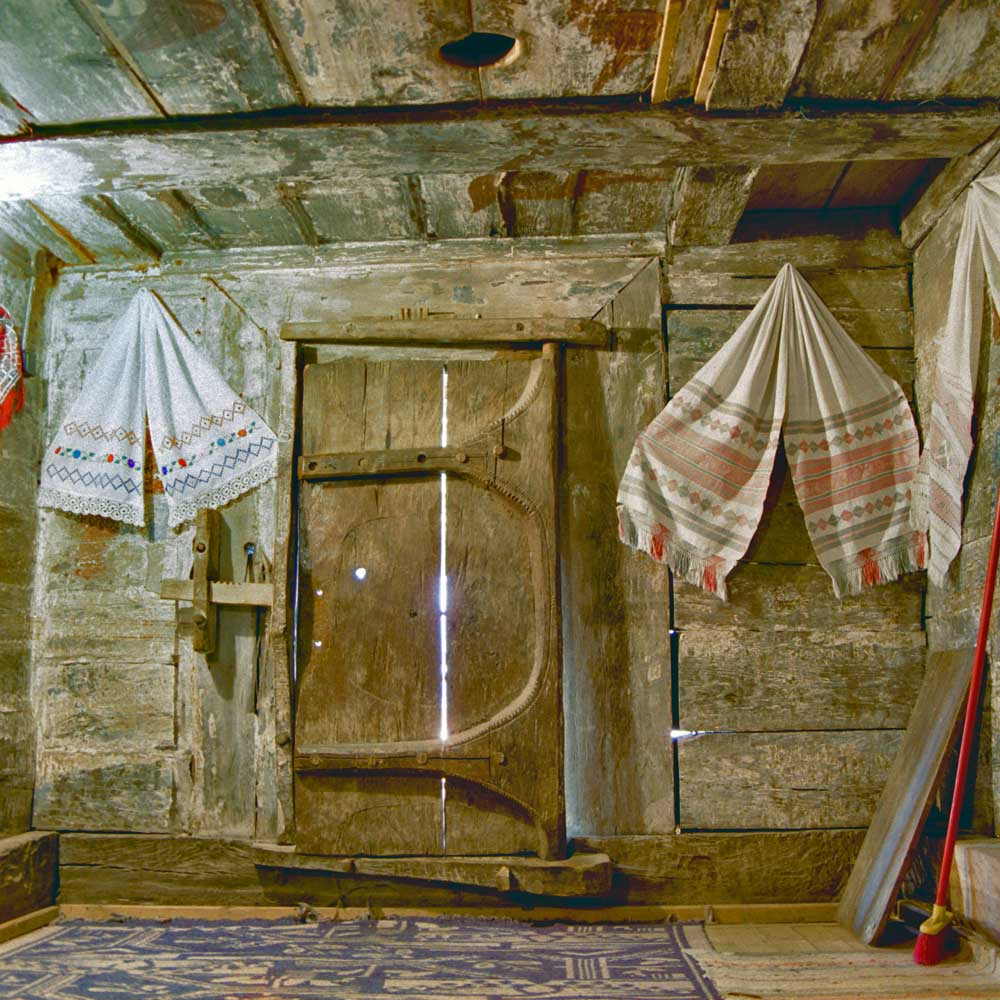
Ușă dulgherească în țâțâni de lemn, 2002
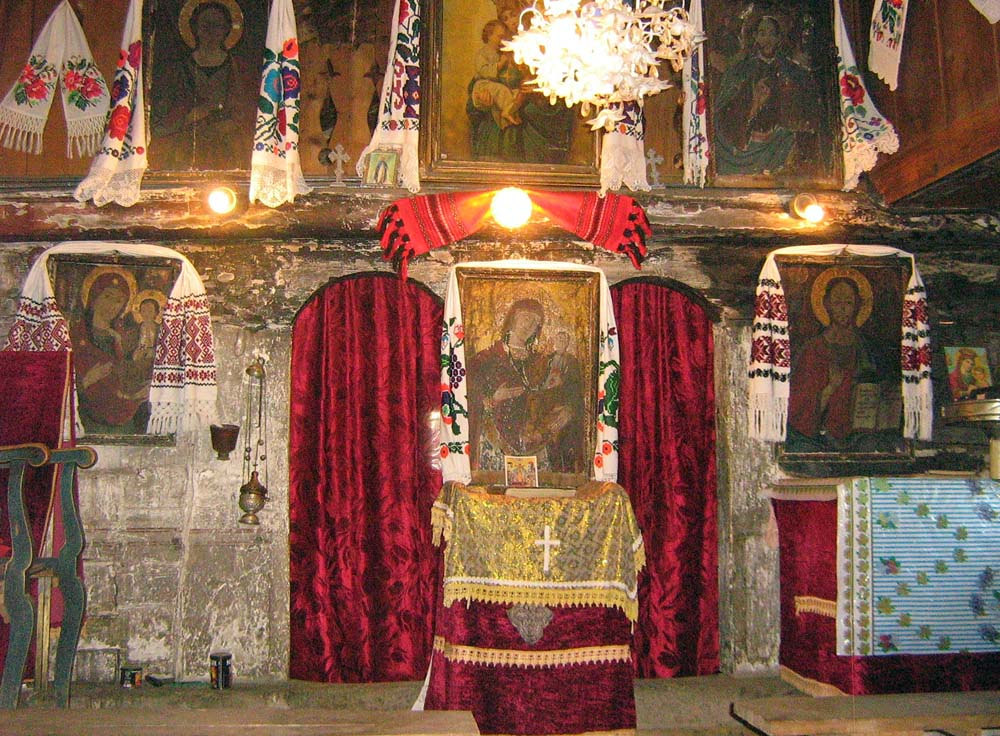
Ușile împărătești, 2007

## Imagini (ianuarie 2009)

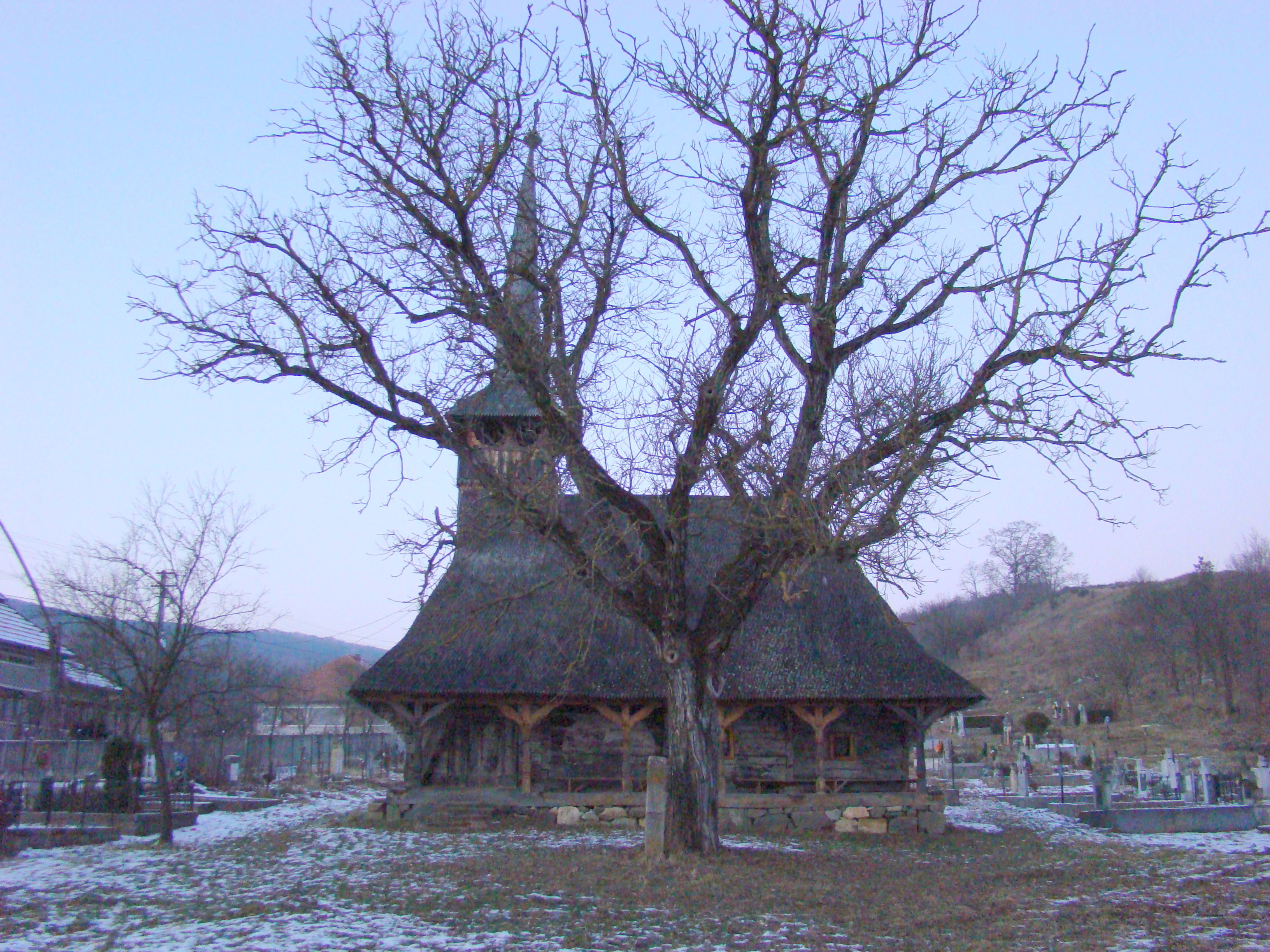
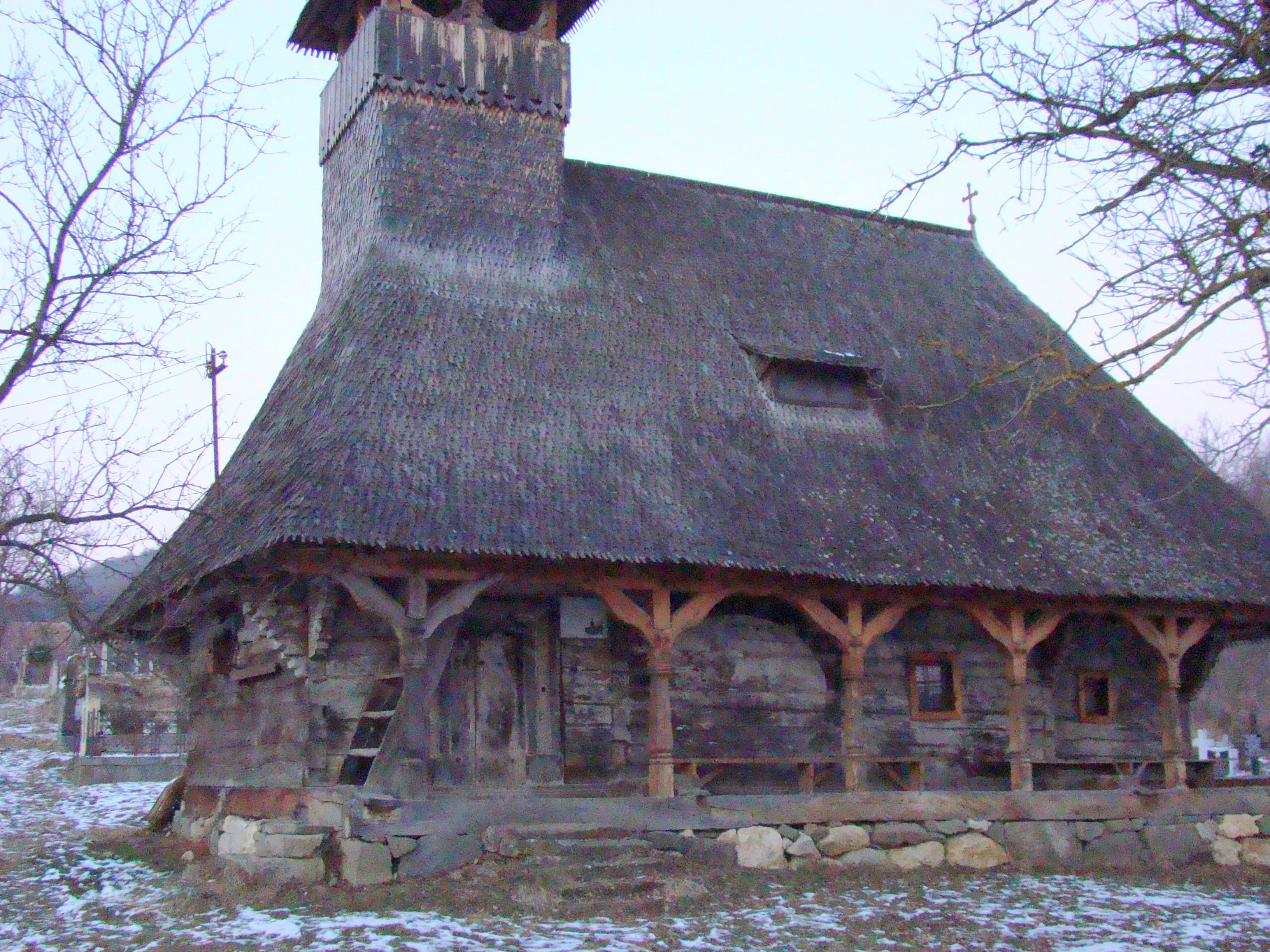
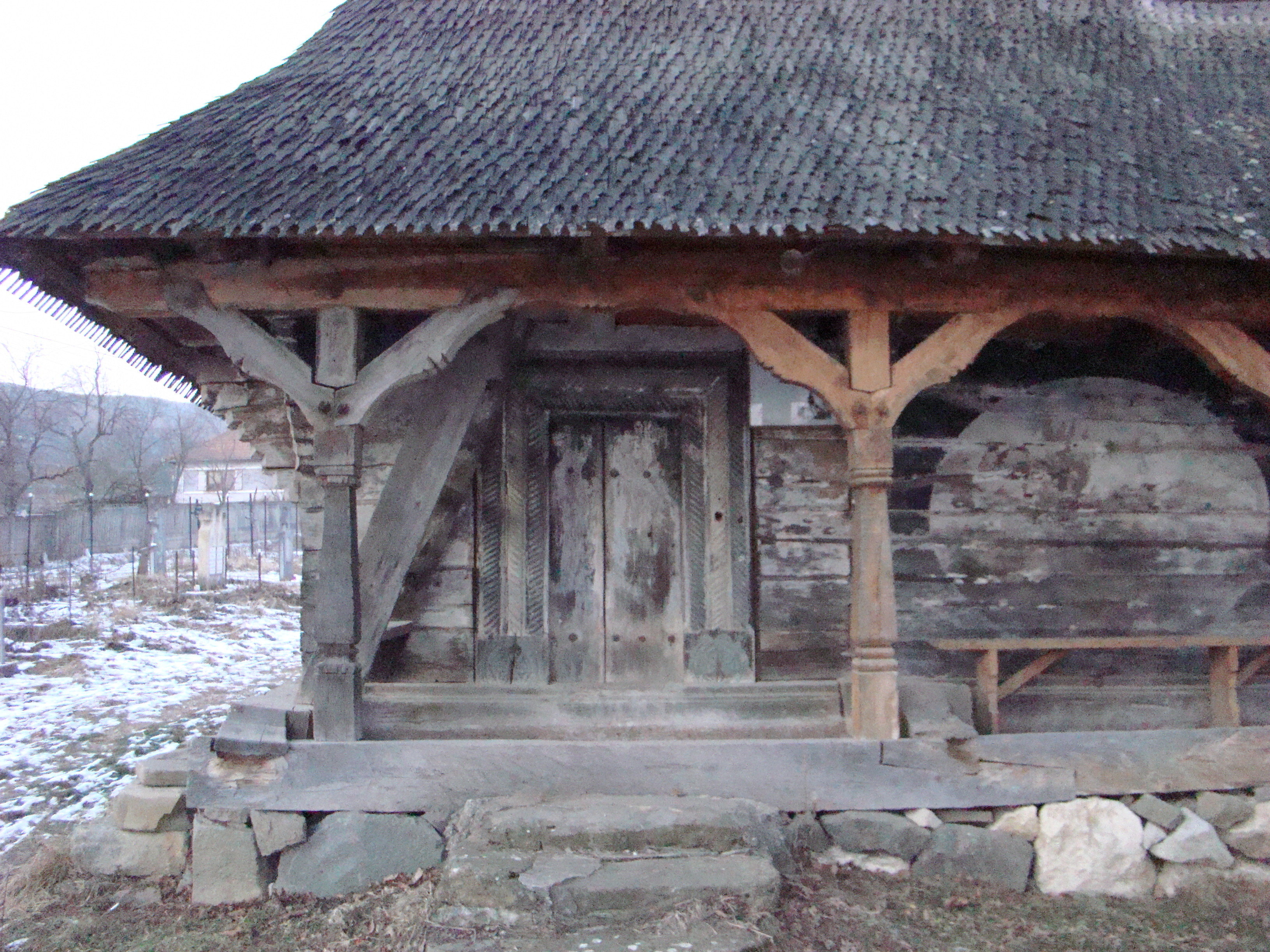
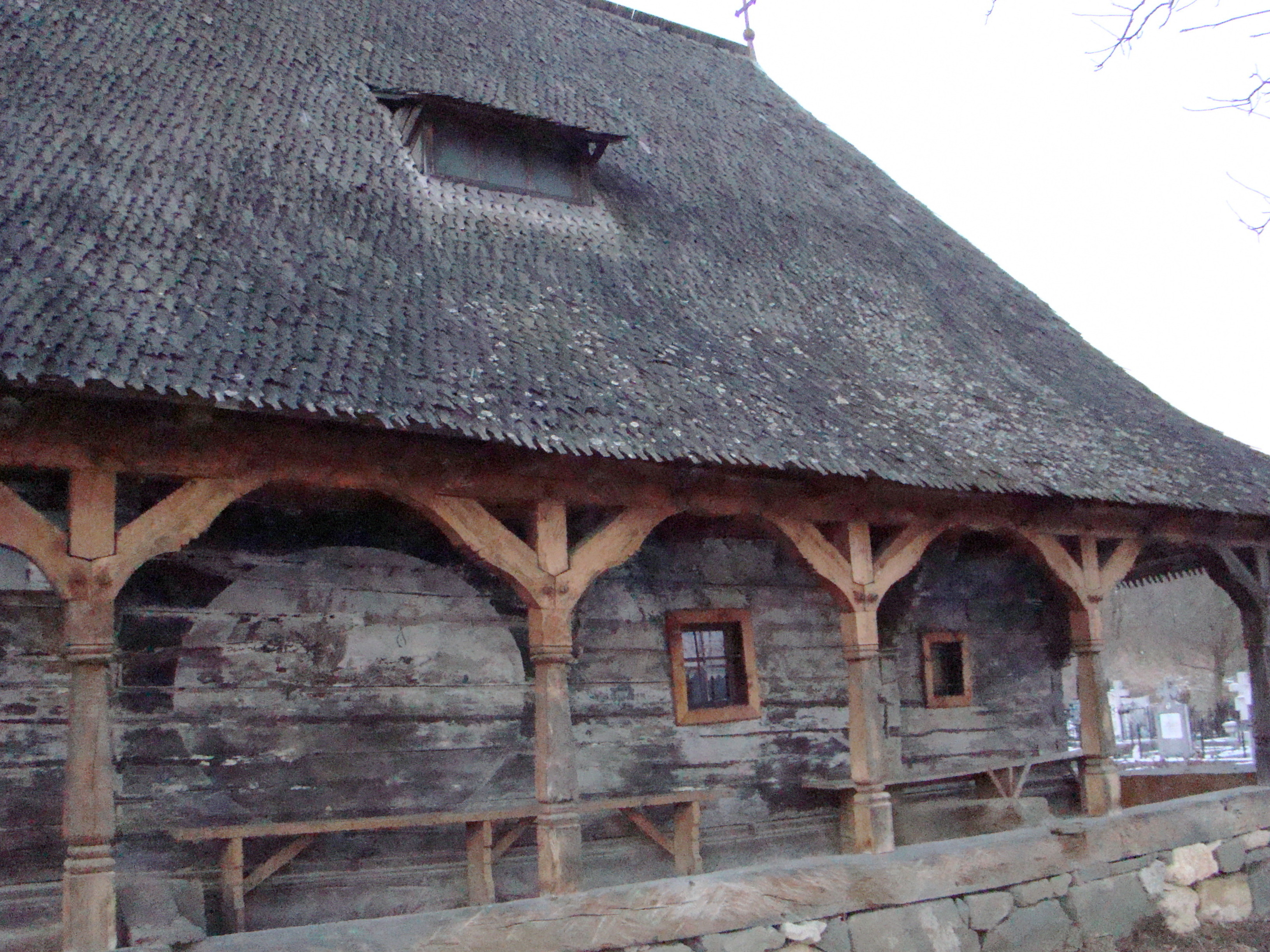
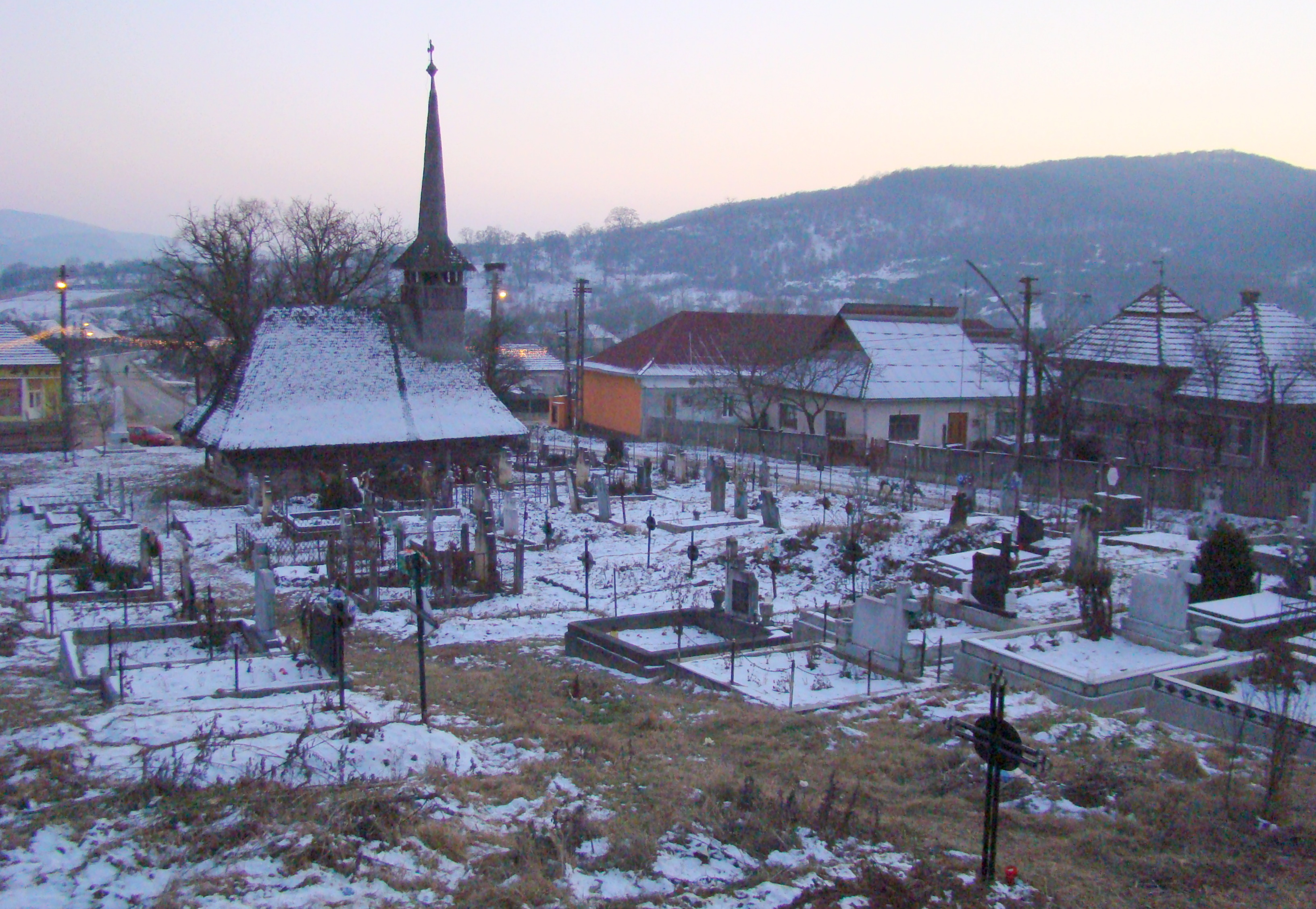
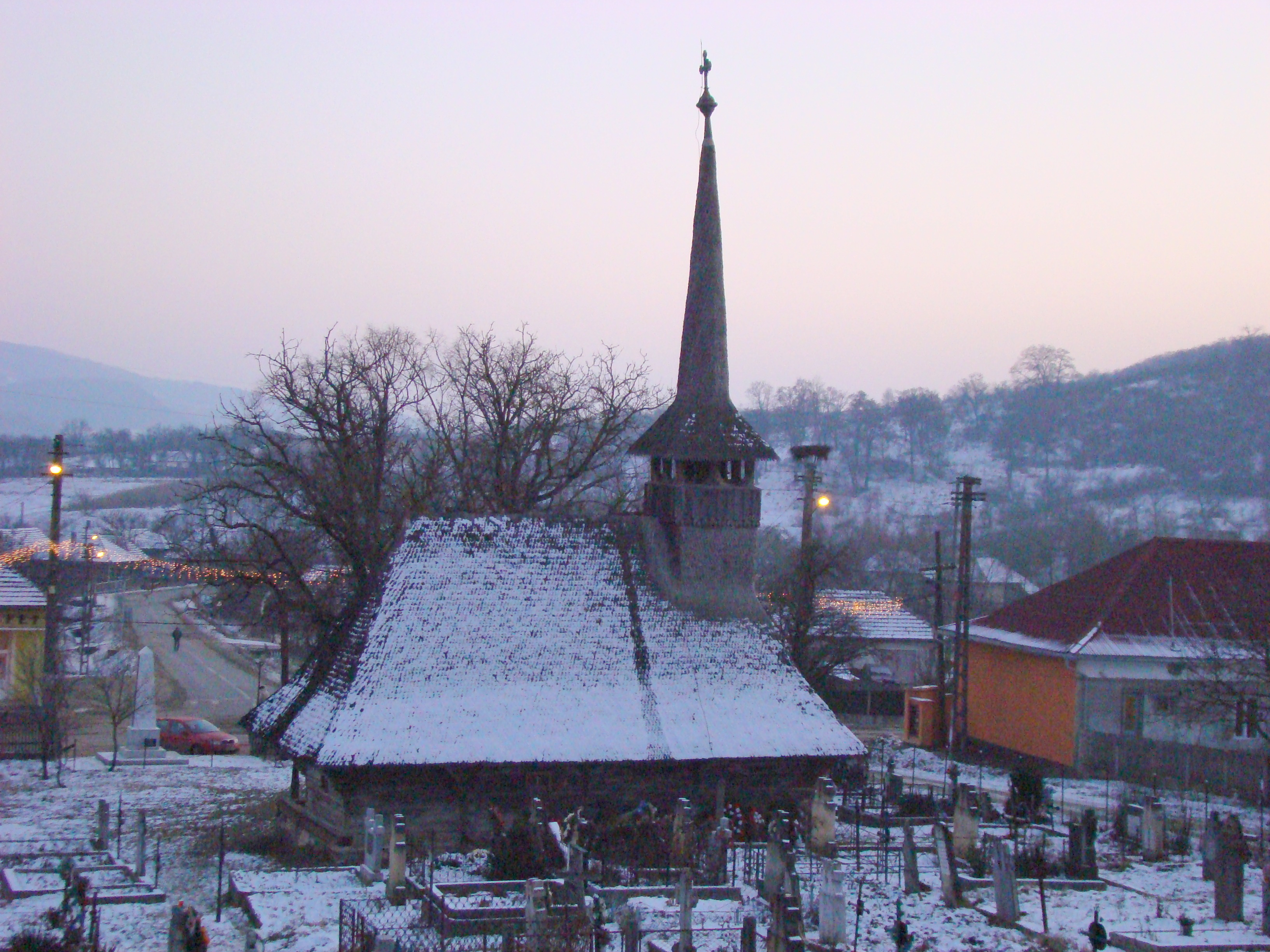
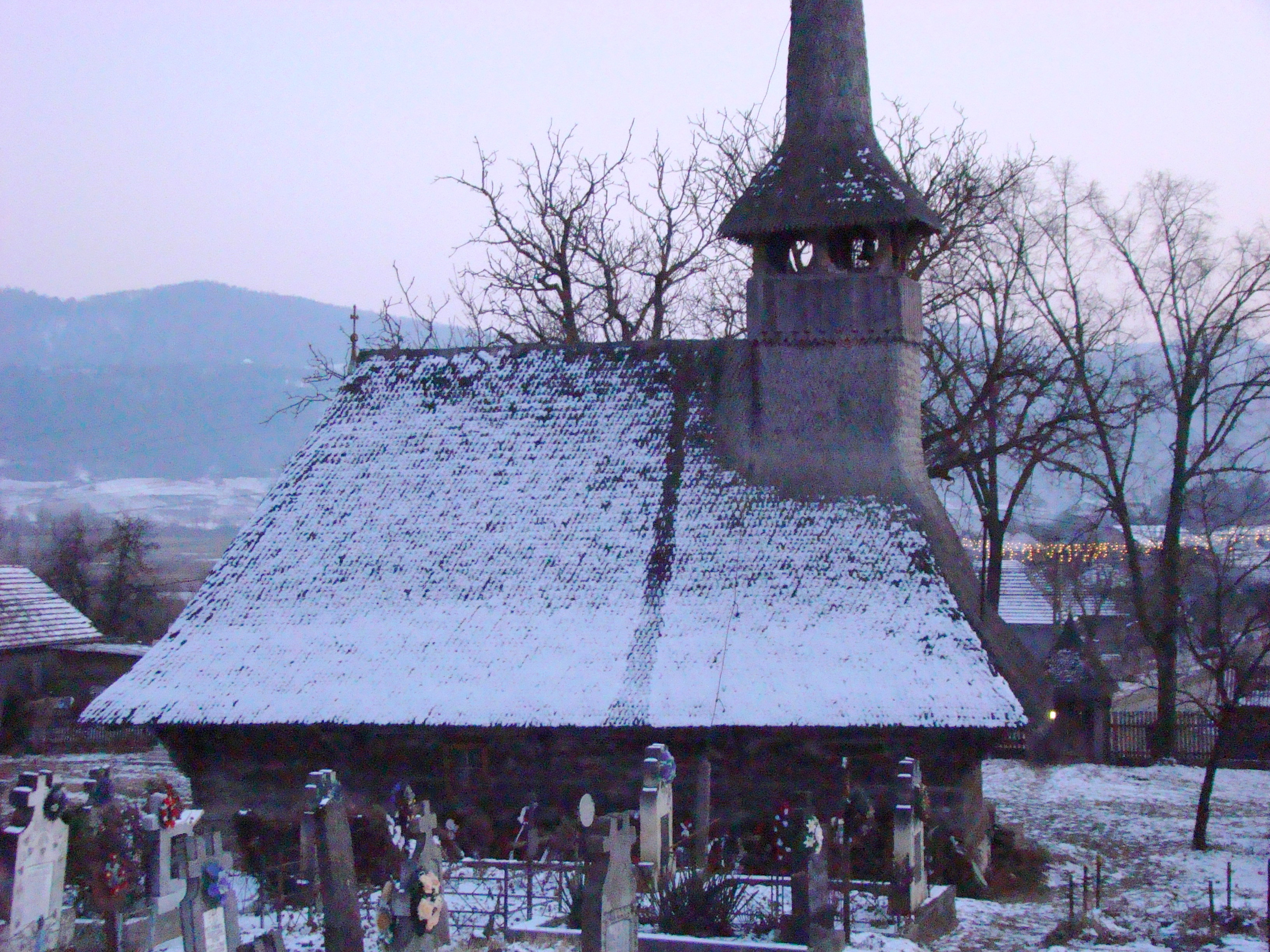
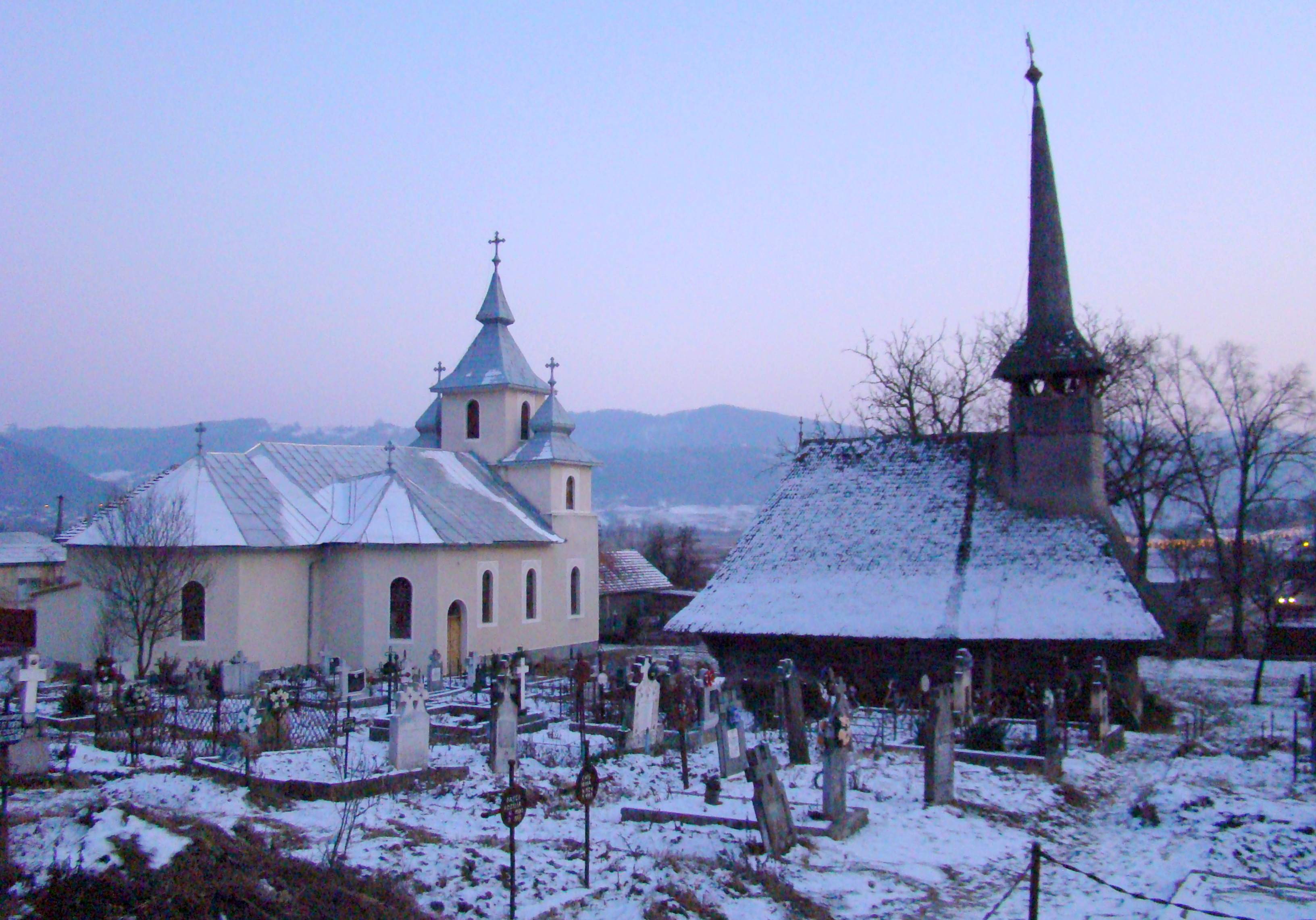